# Marsaxlokk FC
Marsaxlokk Football Club – maltański klub piłkarski z miasta Marsaxlokk, który gra obecnie w rozgrywkach Maltese Premier League. Klub został założony w roku 1949. Marsaxlokk FC zdobył tytuł mistrza Malty w sezonie 2006/2007, zdobywając to trofeum po raz pierwszy.

## Historia
Klub piłkarski z Marsaxlokk, założony jako Marsaxlokk White Stars FC, powstał 3 listopada 1949, a obecną nazwę przyjął w 1954. W 1955 zespół wywalczył miejsce w IV lidze maltańskiej, w której grał nieprzerwanie do roku 1965, odkąd to Marsaxlokk kilkukrotnie awansowało do III ligi, spadając zaraz z hukiem. Lata 90. Marsaxlokk spędziło w III lidze maltańskiej, zazwyczaj za wszelką cenę unikając spadku, jednak w sezonie 1992/1993 klub był bliski awansu - szansa nie została wykorzystana.

## Klub obecnie
W sezonie 1999/2000 zespół wywalczył awans na zaplecze ekstraklasy, zdobywając tytuł mistrzów III ligi, a dwa lata później wygrał także II ligę i tym samym uzyskał promocję do maltańskiej ekstraklasy.
Sezon 2002/2003 był pierwszym sezonem w ekstraklasie dla Marsaxlokk, mimo tego klub zakończył sezon w grupie mistrzowskiej.
W następnym sezonie klub zainwestował w silnych graczy. Marsaxlokk podpisało kontrakty m.in. z kapitanem reprezentacji Malty Davidem Carabottem, Davidem Camilierim i Malcolmem Licarim oraz znanym piłkarzem reprezentacji Litwy, Donatasem Vencevičiusem. Zaciąg dobrych graczy przyniósł efekty - klub zakończył sezon 2003/2004 na czwartym miejscu w lidze i został finalistą Pucharu Malty, co dało zespołowi miejsce w kwalifikacjach Pucharu UEFA w 2004/2005. Maltańczycy wylosowali w kwalifikacjach słoweński zespół Primorje Ajdovščina (znany w Polsce z meczów z Wisłą Kraków). Marsaxlokk odpadło z rywalizacji, przegrywając 0:1 u siebie i 0:2 w Ajdovščinie.
Był to punkt zwrotny w rozwoju drużyny - ponownie sprowadzono naręcze zagranicznych futbolistów, m.in. dwóch reprezentantów Bułgarii - Hari Milchev Borislavov oraz Nikola Stoychev, także zdolnego Nigeryjczyka Minabo Asechemie.
W sezonie 2005/2006 do Marsaxlokk zawitało jeszcze więcej interesujących piłkarzy: brazylijski snajper Wendell Gomes, były obrońca Boavisty Nuno Gomes, a po niepowodzeniu transferu Paula Gascoigne'a klub wyłożył najwięcej pieniędzy w historii na byłego piłkarza Premiership - Chrisa Bart-Williamsa. 
W minionym sezonie Marsaxlokk nie poprzestało na tym i do zespołu dołączyli kolejni nowi gracze: maltańscy reprezentanci Justin Haber, Luke Dimech, Peter Pullicino wraz z nigeryjskim duetem Haruna Doda i Udo Nwoko. Transfery przyniosły zamierzony efekt - wiosną 2007 kapitan Marsaxlokk po raz pierwszy wzniósł w górę puchar mistrzostwa Malty.
Obecnie trenerem Marsaxlokk jest były angielski piłkarz Brian Talbot.

## Aktualny skład
Sezon 2008/09
| Nr | Kraj      | Zawodnik             | Pozycja   |
| -- | --------- | -------------------- | --------- |
| 2  | Malta     | Malcolm Licari       | obrońca   |
| 3  | Malta     | Carlo Mamo (kapitan) | obrońca   |
| 4  | Malta     | Gareth Sciberras     | pomocnik  |
| 5  | Brazylia  | Renato Conceição     | obrońca   |
| 6  | Malta     | Brian Said           | obrońca   |
| 7  | Malta     | Kevin Sammut         | pomocnik  |
| 8  | Malta     | Peter Pullicino      | pomocnik  |
| 9  | Argentyna | Julio Alcorsé        | napastnik |
| 10 | Malta     | Stephen Wellman      | napastnik |
| 11 | Malta     | William Camenzuli    | obrońca   |
| 15 | Malta     | Mark Barbara         | napastnik |
| 16 | Malta     | Clive Brincat        | obrońca   |
| 17 | Malta     | Trevor Templeman     | pomocnik  |
| 19 | Brazylia  | Marcelo Pereira      | napastnik |
| 22 | Malta     | Saviour Darmanin     | bramkarz  |
| 24 | Malta     | Arnold Buttigieg     | obrońca   |
| 25 | Malta     | Christian Cassar     | pomocnik  |
| 74 | Malta     | Reuben Debono        | bramkarz  |

## Europejskie puchary
Legenda do wszystkich tabel:
- Q – runda eliminacyjna, 1/16, 1/8, 1/4, 1/2 – odpowiednia faza rozgrywek, Grupa – runda grupowa, 1r gr – pierwsza runda grupowa, 2r gr – druga runda grupowa, F – finał, R – runda, PO – play-off
- k. – rzuty karne, los. – losowanie, Dogr. – dogrywka, w. – zasada bramek strzelonych na wyjeździe

| Sezon   | Rozgrywki        | Runda | Klub             | Dom | Wyjazd | Ogólnie |
| ------- | ---------------- | ----- | ---------------- | --- | ------ | ------- |
| 2004/05 | Puchar UEFA      | 1Q    | NK Primorje      | 0–1 | 0–2    | 0–3     |
| 2006    | Puchar Intertoto | 1R    | Zrinjski Mostar  | 1–1 | 0–3    | 1–4     |
| 2007/08 | Liga Mistrzów    | 1Q    | FK Sarajevo      | 0–6 | 1–3    | 1–9     |
| 2008/09 | Puchar UEFA      | 1Q    | NK Slaven Belupo | 0–4 | 0–4    | 0–8     |
| 2024/25 | Liga Konferencji | 1Q    | Partizani Tirana | 1–2 | 1–1    | 2–3     |